# متحف جامعة يشيفا
متحف جامعة يشيفا، هو متحف تعليمي والذراع الثقافي لجامعة يشيفا. إلى جانب الجمعية الأمريكية اليهودية التاريخية، والاتحاد الأمريكي السفاردي، ومعهد ليو بايك، ونيويورك، ومعهد ييفو للأبحاث اليهودية، فهي منظمة عضو في مركز التاريخ اليهودي، وهي مؤسسة تابعة لمؤسسة سميثسونيان تقع في حي تشيلسي في نيويورك.

## التاريخ والرسالة
تأسس المتحف عام 1973. تتمثل مهمتها في الاحتفال بالإنجازات الفكرية والفنية المتنوعة ثقافيًا لـ 3000 عام من التجربة اليهودية. يهدف المتحف إلى توفير نافذة على الثقافة اليهودية حول العالم وعبر التاريخ من خلال المعارض والمنشورات متعددة التخصصات. بعد تقاعد سيلفيا أ.هيرسكويتز، تم تعيين الدكتور جاكوب ويس مديرًا للمتحف في 26 فبراير 2009.

## مجموعة
تضم مجموعة المتحف أكثر من 8000 قطعة أثرية من الفنون الجميلة والشعبية والتحف الإثنوغرافية والأثرية والملابس والمنسوجات والأشياء الفنية الاحتفالية اليهودية والوثائق والكتب والمخطوطات.
تشمل أبرز مقتنيات المجموعة ما يلي:
- القطع الأثرية من العصر البرونزي إلى العصور القديمة المتأخرة
- مخطوطات تاريخية مزخرفة مثل واحدة من عام 1478 تسجل محاكمة سيمون ترينت في قضية تشهير الدم
- رسالة توماس جيفرسون المكتوبة بخط اليد عام 1818 والتي تؤكد الحرية الدينية وتندد بمعاداة السامية
- لفيفة التوراة والتفيلين المزعوم أنهما ينتميان إلى بعل شيم طوف ، مؤسس الحركة الحسيدية
- نموذج لمعبد هيرود بواسطة لين ريتماير [2]

تحتضن مقتنيات متحف جامعة يشيفا عدة مجموعات مهمة من الفن والثقافة المادية اليهودية، بما في ذلك:
- نماذج من المعابد اليهودية تم تكليفها بتأسيس المتحف
- مجموعة ميرهوف للفن الإسرائيلي المبكر
- مجموعة جان مولدوفان لكتب الأطفال اليهود
- مجموعة تميمة رافائيل باتاي
- مجموعة ماكس ستيرن اليهودية
- «عائشة حائل: امرأة بسالة» من كتاب الأمثال لسيري بيرج

## المرافق والبرامج
يتكون المتحف من أربع صالات عرض ، وأروقة عرض، وحديقة منحوتة خارجية، وصالة محاضر، وغرفة ورشة للأطفال، ومجموعة من المكاتب. تشمل مرافق مركز التاريخ اليهودي الأخرى قاعة احتفالات تتسع لـ 250 مقعدًا، ويمكن الوصول إليها لذوي الاحتياجات الخاصة، وغرفة عرض، وغرف اجتماعات، وغرفة غداء، ومقهى كوشير.
ينتج المتحف نوعين من المعارض، وعادة ما يتم عرضهما بشكل متزامن: أحدهما يدرس مجتمعًا يهوديًا أو حدثًا تاريخيًا، والآخر يعرض فنانين معاصرين يعملون في موضوعات يهودية. يعرض المتحف من حين لآخر معارض متنقلة. تشمل العروض الأخرى ورش العمل الحرفية العائلية والمحاضرات والأفلام والحفلات الموسيقية وجولات المعرض متعددة اللغات باللغات الإنجليزية والعبرية والإسبانية والروسية واليديشية.
تعمل برامج التوعية في متحف جامعة يشيفا مع المدارس العامة في مدينة نيويورك لتزويد الطلاب بالتعليم الفني والمعلمين بالتطوير المهني. يدعم كل من مجلس ولاية نيويورك للفنون ومشروع الفنون التابع لمجلس التعليم بمدينة نيويورك وبرنامج التعليم ثنائي اللغة العنوان السابع هذه البرامج. عضو مؤسس في مجلس المتاحف اليهودية الأمريكية، يلعب متحف جامعة يشيفا دورًا رائدًا في تشجيع نمو المتاحف الناشئة وفي تطوير تقنيات الحفظ والحفظ لجميع المتاحف اليهودية.

## الجوائز
- 1981: جائزة الكتاب اليهودي القومي في فئة الفنون البصرية لبوريم: الوجه والقناع [3]

## روابط خارجية
- متحف جامعة يشيفا
- مركز التاريخ اليهودي
- مجلس المتاحف اليهودية الأمريكية